# Nachtjagdgeschwader 6
Das Nachtjagdgeschwader 6 war ein Geschwader der deutschen Luftwaffe im Zweiten Weltkrieg, das vor allem für die Nachtjagd aufgestellt und eingesetzt wurde.

## Aufstellung
Die IV. Gruppe des künftigen Nachtjagdgeschwaders 6 flog unter dieser Bezeichnung bereits seit Juni 1943 Einsätze in Rumänien. Am 1. August 1943 wurde die I. Gruppe durch Umbenennung der IV. Gruppe aus dem Nachtjagdgeschwader 4 in Mainz gebildet. Am 15. September 1943 erfolgte zeitgleich die Aufstellung des Geschwaderstabes in Schleißheim und die Etablierung der II. Gruppe in Neuburg an der Donau. Am 4. Oktober 1943 wurden sowohl die I. wie auch die II. Gruppe dem Geschwaderstab unterstellt. Am 15. Oktober 1943 wurde das Nachtjagdgeschwader 6 der 7. Jagddivision unterstellt. Diese ging dabei durch Umbenennung aus dem Jagdfliegerführer Süddeutschland hervor. Die Aufstellung der III. Gruppe erfolgte erst am 10. Mai 1944 durch Umbenennung der II. Gruppe des Nachtjagdgeschwaders 5. Die Geschwaderkennung war 2Z.

## Einsätze

### 1943 bis 1944
Die einzelnen Gruppen flogen nach ihrer Aufstellung in der Reichsverteidigung. So lag die I. Gruppe seit ihrer Aufstellung zunächst in Mainz. Später wurde sie nach Illesheim verlegt. Die II. Gruppe hatte ihre Fliegerhorste zunächst in Schleißheim, Neuburg, Echterdingen und Kitzingen. In dieser Zeit flogen diese Gruppen Tagjagdeinsätze bei dem Luftangriff auf Schweinfurt am 14. Oktober 1943 sowie Nachtjagdeinsätze über Berlin. Ab April 1944 lag die II. Gruppe in Hagenau. Am 30. März und am 27. April 1944 schoss das Geschwader 14 Flugzeuge ab.
Nach der Alliierten Invasion in der Normandie im Juni 1944 wurde die I. Gruppe nach Holland verlegt, aber noch im selben Monat zurückverlegt und kam nach Neubiberg südlich München, später wieder nach Echterdingen-Hailfingen-Großsachsenheim-Schleißheim-Neubiberg. Die Stationierungsorte der II. Gruppe waren in der zweiten Jahreshälfte 1944 Echterdingen–Mainz–Schwäbisch Hall–Ingolstadt.
Die III. Gruppe des NJG 6, die erst im Mai 1944 in Hagenau aufgestellt worden war, wurde im Juni 1944 nach Ungarn verlegt, wo sie vor allem zur Abwehr von sowjetischen und anglo-amerikanischen Bombern eingesetzt wurde. Ferner operierte sie auch gegen Agenten- und Störflugzeuge. Im Oktober kehrte die Gruppe nach Deutschland zurück und wurde nach Neubiberg und Bad Aibling verlegt.
Eine IV. Gruppe des NJG 6 wurde im Mai 1943 in Bukarest-Otopeni aufgestellt, wobei Teile von ihr auf anderen Plätzen in Rumänien und Bulgarien lagen. Sie kam Ende August 1944 aus Rumänien zurück und flog Einsätze im Raum Schleißheim-Gerolzhofen-Kitzingen-Ingolstadt-Neubiberg-Bad Aibling. Im Dezember 1944 war die IV. Gruppe in größere Luftkämpfe verwickelt. Am 6. Dezember 1944 schoss sie im Luftraum Gießen sechs Lancaster ab. Teile des Geschwaders waren während der Jahreswende 1944/45 an der Westfront an Nachtschlacht-Einsätzen beteiligt.

### 1945
1945 war das gesamte Geschwader in der Reichsverteidigung eingesetzt. Am 21. Februar 1945 schoss das Geschwader 21 Flugzeuge, am 23. Februar 14, am 14. März 16 und am 16. März 1945 20 Flugzeuge ab. Ende März 1945 wurden der Geschwaderstab und die vier Gruppenstäbe aufgelöst. Es verblieb danach ein einziger Gruppenstab mit vier Staffeln sowie einer Stabsstaffel. Der letzte Einsatz des NJG 6 ist im Kriegstagebuch für die Nacht vom 26./27. April 1945 eingetragen. Am 29. April 1945 ergeben sich die in Schleißheim verbliebenen Teile kampflos den vorrückenden US-amerikanischen Streitkräften der 45th Infanterie Division. Die kurz zuvor nach Bad Aibling verlegten Teileinheiten wurden dort aufgelöst.
In einer anderen Publikation wird die Geschwadergliederung NJG 6 mit Datum von Anfang 1945 genannt. Demnach flog das Geschwader, bestehend aus vier Gruppen, Anfang 1945 Maschinen der Typen Ju 88G und Bf 110.

## Geschwaderkommodore
Zwischen 1943 und 1945 wurde das Geschwader von fünf Kommodores geführt. Ab 10. August 1943 von Major Fritz Schaffer, vom 10. Februar 1944 bis zum 15. März 1944 (tödlich über Echterdingen abgestürzt) von Major Heinrich Wohlers, ab 16. März 1944 von Major von Reeken, ab 15. April 1944 von Major Heinrich Griese und vom 13. September 1944 bis Auflösung von Oberstleutnant Herbert Lütje.